# UB-128号潜艇
陛下之UB-128号艇是德意志帝国海军于第一次世界大战期间建造的其中一艘UB-III型近岸潜艇或称U艇。它由不来梅的威悉船厂承建，于1918年4月10日新船下水，至同年5月11日交付使用。其全长55.85米，水面及水下排水量分别为512吨和643吨，艇载武器则包括五具500毫米鱼雷发射管以及一门105毫米口径甲板炮。UB-128号入役后曾被部署至地中海区舰队，并在入列途中参与了大西洋潜艇战，击沉1艘容积总吨为7418吨的协约国商船，成为该艇取得的唯一战功。战后，根据对德停战协定的要求，UB-128号于1919年2月3日被引渡至英国哈维奇正式向协约国投降，后遭遗弃至法尔茅斯附近海滩，并自1921年起就地拆解报废。

## 设计
UB-128号是不来梅威悉船厂承建的第三批次（UB-118至UB-132号）UB-III型之一，由德意志帝国海军潜艇监察局于1917年2月8日订购、同年7月20日动工，至1918年4月10日下水。其全长55.85米，舷宽5.80米。艇体采用双壳体结构，水面及水下排水量分别为512吨和643吨，浮起时的吃水深度为3.72米。由于无需像UC-II型艇那样提供水雷布设装置，设计工程师对潜艇舷弧进行了优化，增大了司令塔体积，配备两具潜望镜，司令塔与控制室之间增加一道水密舱壁。这些改进显著提高了潜艇的水下机动性和生存力。为了达到更高的航速，UB-128号采用两台奔驰六缸四冲程525匹公制馬力（386千瓦特）柴油机用于水面运行，以及两台394匹公制馬力（290千瓦特）的船舶联盟（Schiffsunion）电动发电机用于水下航行；水面最高航速13.9節（25.7每小時），水下7.6節（14.1每小時）；能够在水面以6節（11每小時）航速续航7,280海里（13,480），或以4節（7.4每小時）连续在水下航行55海里（102）而无需充电。
UB-128号的主武器为五具500毫米艇艏鱼雷发射管，其中艇艏四具采用层叠式布局分居两侧、艇艉一具，并可搭载合共10枚G6型鱼雷。辅助武器则是一门88毫米30倍径速射炮。其标准船员编制为3名军官加31名水兵。

## 服役历史
1918年5月11日，UB-128号在曾历任U-38、UC-27、U-47和U-34号艇长、经验丰富的海军上尉威廉·卡纳里斯的指挥下正式入役，随即展开海试。完成海试后，该艇于8月1日独力从基尔出发前往地中海，穿越直布罗陀海峡、西西里岛海域、马耳他海峡和奥特朗托海峡，于9月4日抵达奥匈帝国军港普拉，并正式加入地中海区舰队。在此次航行期间，UB-128号曾于8月21日凌晨在葡萄牙的蒙德戈角以西约124海里（230）处发射鱼雷击沉了容积总吨为7418吨的法国煤船尚普兰号（Champlain），成为该艇取得的唯一战功。
由于加入地中海区舰队时已临近战争结束，UB-128号执行的第二次行动任务便是被遣返回国。10月28日，它与U-33号结伴离开普拉，踏上归途。UB-128号接到命令，不得与商船交战，且只能在白天攻击军舰。返程途中，船员们陆续得知了德皇退位、共和国成立和停战的消息。在经停挪威勒维克整备后，UB-128号于11月29日10:20抵达基尔，并于当天中午正式从海军除役。根据对德停战协定的要求，UB-128号于1919年2月3日被引渡至英国哈维奇正式向协约国投降。落入英国人手中后，它与另外五艘德国U艇一同被拖到法尔茅斯，供英国皇家海军在法尔茅斯湾进行一系列爆炸试验，以找出它们设计中的弱点。试验结束后，UB-128号于1921年2月1日被英国海军部遗弃在法尔茅斯附近海滩（50°8′47″N 5°3′5″W / 50.14639°N 5.05139°W），并于同年4月19日作价120英镑售予拆船商R·罗斯凯利与罗杰斯（R. Roskelly & Rodgers）。在接下来的数十年间，UB-128号有部分艇体被打捞上岸，但仍有部分留在原地。

## 袭击历史摘要
| 日期          | 船名     | 船籍 | 吨位 | 结局 |
| ------------- | -------- | ---- | ---- | ---- |
| 1918年8月21日 | 尚普兰号 | 法國 | 7418 | 击沉 |

## 脚注
1. ↑  Rössler，第55頁.
2. ↑  Helgason, Guðmundur. . German and Austrian U-boats of World War I - Kaiserliche Marine - Uboat.net.   [2009-02-13].
3. 1 2 3 4  Gröner 1991，第25-30頁.
4. 1 2  Helgason, Guðmundur. . German and Austrian U-boats of World War I - Kaiserliche Marine - Uboat.net.   [2015-03-11].
5. ↑  陈进，第239頁.
6. ↑  Helgason, Guðmundur. . German and Austrian U-boats of World War I - Kaiserliche Marine - Uboat.net.   [2022-06-23].
7. 1 2  Helgason, Guðmundur. . German and Austrian U-boats of World War I - Kaiserliche Marine - Uboat.net.   [2015-03-11].
8. ↑  NARS，第60頁.
9. 1 2  Dodson & Cant，第50–52, 99, 130頁.